# Anoteropora
Anoteropora is een geslacht van mosdiertjes uit de  familie van de Mamilloporidae. De wetenschappelijke naam ervan is in 1927 voor het eerst geldig gepubliceerd door Ferdinand Canu en Ray Smith Bassler.

## Soorten
- Anoteropora inarmata Cook, 1966
- Anoteropora latirostris Silén, 1947
- Anoteropora magnicapitata Canu & Bassler, 1927
- Anoteropora otophora Cook & Chimonides, 1994
- Anoteropora smitti (Calvet, 1907)

Niet geaccepteerd soort:
- Anoteropora bilamella Yang & Lu, 1981 → Flabellopora bilamella (Yang & Lu, 1981)